# Waterhousea
Waterhousea es un género de 4 especies de pequeños árboles pertenecientes a la familia  Myrtaceae. Son endémicos de Australia, a lo largo de la costa este. El género es de relativamente nueva creación, siendo trasladado desde Syzygium
La más común de las especies, W. floribunda es ampliamente cultivada para ornamentar las calles.

## Especies
- Waterhousea floribunda
- Waterhousea hedraiophylla
- Waterhousea mulgraveana
- Waterhousea unipunctata